# N2-Methylguanosin
N2-Methylguanosin (m2G) ist ein seltenes Nukleosid und kommt in der tRNA, rRNA und snRNA vor. Es besteht aus der β-D-Ribofuranose (Zucker) und dem N2-Methylguanin. Es ist ein Derivat des Guanosins, welches an der Aminogruppe methyliert ist.
Die dimethylierte Variante ist das N2,N2-Dimethylguanosin.

## Eigenschaften
N2-Methylguanosin sitzt beispielsweise in der tRNAPhe – meistens an Position 10 – zwischen dem Dihydrouracil-Arm und dem Akzeptor-Arm. Die Modifizierung des Guanins erfolgt durch N2-Methylguanosin-tRNA-methyltransferasen (EC 2.1.1.32, EC 2.1.1.214, EC 2.1.1.256). Die Methylgruppe wird durch S-Adenosylmethionin bereitgestellt.

Eine tRNA^{Phe} aus S. cerevisiae.
N^{2}-Methylguanosin ist hier mit m^{2}G gekennzeichnet.